# 王府站
王府站是位于吉林省松原市前郭尔罗斯蒙古族自治县王府站镇的一个铁路车站，邮政编码131100。车站建于1934年，有长白铁路经过该站，现办理客货运业务，车站及其上下行区间均已电气化。车站距离长春站118公里，隶属沈阳铁路局，是四等站。